# Tullstorp, Trelleborgs kommun
Tullstorp är kyrkby i Tullstorps socken på Söderslätt i Trelleborgs kommun i Skåne. Här finns Tullstorps kyrka som byggdes på 1800-talet. Den är ritad av Carl Georg Brunius. På kyrkogårdens östra sida finns det en runsten: Tullstorpstenen.
Tullstorps galgbacke användes för avrättningar ända in på 1800-talet.